# مدی ایوانز
مدی ایوانز (انگلیسی: Maddy Evans؛ زادهٔ ۲۱ آوریل ۱۹۹۱) بازیکن فوتبال اهل ایالات متحده آمریکا است.
از باشگاه‌هایی که در آن بازی کرده‌است می‌توان به باشگاه فوتبال اورلندو پراید و بوستون بریکرز اشاره کرد.